# Estación de Paco de Lucía
Paco de Lucía es una estación multimodal de la línea 9 del Metro de Madrid (España) y de las líneas C-7 y C-8 de Cercanías Madrid, situada bajo la calle de Costa Brava, en el barrio de Mirasierra del distrito de Fuencarral-El Pardo.

## Historia

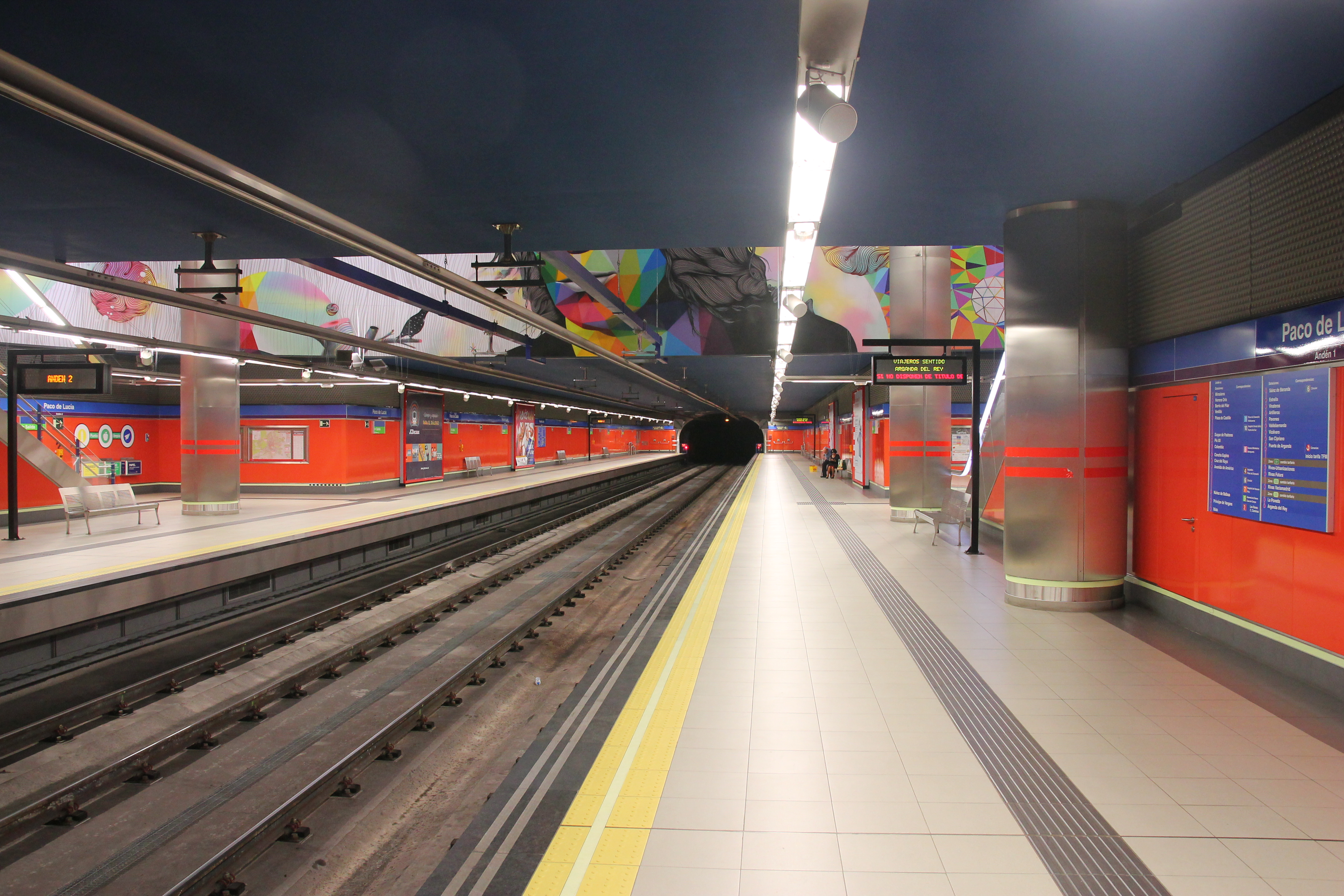
Andenes de la estación

La estación se inauguró el 25 de marzo de 2015 para el servicio de Metro, ampliando en 1,4 kilómetros la línea 9 desde la estación de Mirasierra. Tras la inauguración, la línea 9 de Metro se convirtió en una de las más largas de toda la red madrileña, ya que actualmente cuenta con 39,5 kilómetros y 29 estaciones repartidas de norte a sur de la ciudad, entre Paco de Lucía y Arganda del Rey.
La estación homónima de Cercanías Madrid, construida por Adif encima de la estación de Metro fue inaugurada el 5 de febrero de 2018. Permite la conexión con las líneas C-7 y C-8.
En un principio dicha estación se iba a denominar Costa Brava por la situación en la calle del mismo nombre, pero la muerte del compositor Paco de Lucía (el cual vivía en el distrito de Mirasierra) el día 25 de febrero de 2014 hizo que el Gobierno regional cambiara el nombre de la estación para realizarle un homenaje al artista.

## Características
La ampliación de metro, como ya se ha mencionado, ha supuesto la ejecución de un túnel de 1417 metros de longitud por el procedimiento cut and cover. La estación ha sido construida mediante pantallas continuas de 1 metro de espesor y utilizando el método del falso túnel. Además se han realizado un pozo de ventilación y bombeo y una salida de emergencia.

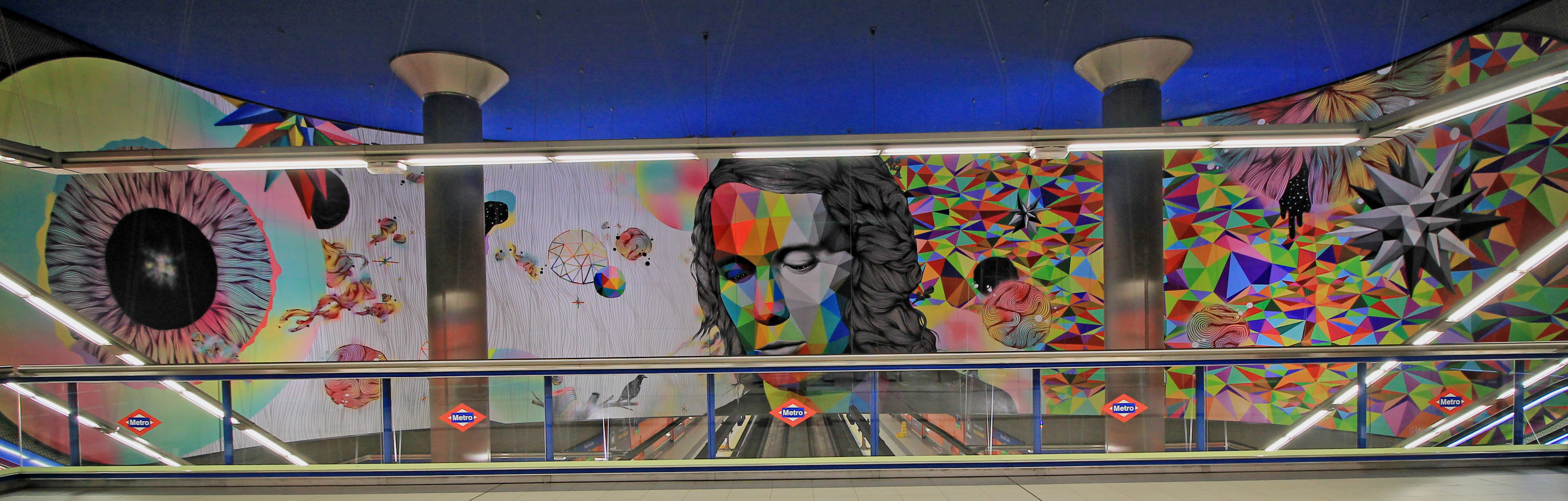
Mural realizado por Okuda San Miguel y Rosh333.

El interior de la estación está decorado con un colorido mural de arte urbano titulado Entre dos universos con la efigie de Paco de Lucía realizado por Okuda San Miguel y Rosh333. Las paredes están forradas con vítrex de un color naranja intenso.

## Accesos
Vestíbulo Paco de Lucía
- Costa Brava C/ Costa Brava, 18
- Ascensor C/ Costa Brava, 18

Vestíbulo Mirasierra-Paco de Lucía
- Costa Brava C/ Monasterio de las Huelgas, 5
- Monasterio de El Paular C/ Monasterio de El Paular, 6

## Líneas y conexiones

### Metro
| << cabecera    | < estación     | línea | estación > | cabecera >>                                           |
| -------------- | -------------- | ----- | ---------- | ----------------------------------------------------- |
| final de línea | final de línea |       | Mirasierra | Arganda del Rey (cambio de tren en Puerta de Arganda) |

### Cercanías
| procedencia/destino                             | < estación | línea | estación >    | destino/procedencia |
| ----------------------------------------------- | ---------- | ----- | ------------- | ------------------- |
| Príncipe Pío                                    | Pitis      |       | Ramón y Cajal | Alcalá de Henares   |
| Cercedilla                                      | Pitis      |       | Ramón y Cajal | Guadalajara         |
| Santa María de la Alameda-PeguerinosEl Escorial | Pitis      |       | Ramón y Cajal | Guadalajara         |

### Media Distancia
Los trenes regionales de Renfe unen la estación con Madrid, Ávila y Segovia
| Línea | Trenes   | Origen  | Destino       |
| ----- | -------- | ------- | ------------- |
| 51    | Regional | Ávila   | Madrid-Atocha |
| 53    | Regional | Segovia | Madrid-Atocha |

### Autobuses
| Diurnos   |                                             |                                          |
| Línea     | Destino                                     | Parada                                   |
| 134       | Plaza de Castilla vía Barrio del Pilar      | 3622 PACO DE LUCÍA (C/ Costa Brava, 18)  |
| 170       | Arroyo del Fresno                           | 3622 PACO DE LUCÍA (C/ Costa Brava, 18)  |
| 178       | Plaza de Castilla vía Carretera de Colmenar | 3622 PACO DE LUCÍA (C/ Costa Brava, 18)  |
| 134       | Montecarmelo                                | 3623 PACO DE LUCÍA (C/ Costa Brava, 14B) |
| 170       | Sanchinarro                                 | 3623 PACO DE LUCÍA (C/ Costa Brava, 14B) |
| 178       | Montecarmelo                                | 3623 PACO DE LUCÍA (C/ Costa Brava, 14B) |
| Nocturnos |                                             |                                          |
| Línea     | Destino                                     | Parada                                   |
| N23       | Plaza de Cibeles                            | 3622 PACO DE LUCÍA (C/ Costa Brava, 18)  |
| N23       | Montecarmelo                                | 3623 PACO DE LUCÍA (C/ Costa Brava, 14B) |